# 林基贵
林基贵（1930年—），山东牟平人，中国人民解放军将领、中国人民解放军中将。
毕业于中國人民解放軍空軍指揮學院。1983年，接替王子祥，担任济南军区空军司令员。1993年，接替耀先，担任北京军区空军司令员。1994年，由马占民接任。1988年，授中国人民解放军中将军衔。